# Heathen
Heathen es el vigesimosegundo álbum de estudio del músico británico David Bowie, publicado por Columbia Records en junio de 2002. El álbum fue considerado como el regreso de Bowie al mercado norteamericano al conseguir su puesto más alto en las listas de discos más vendidos desde la publicación en 1984 de Tonight y las mejores críticas de la prensa musical desde Scary Monsters (and Super Creeps).
A nivel mundial, Heathen vendió más de dos millones de copias y permaneció más de cuatro meses en la lista de discos más vendidos de su país natal. Aunque su grabación comenzó antes de los ataques terroristas del 11-S y fue finalizado tras esa fecha, los acontecimientos influyeron el concepto musical del álbum.

## Grabación
Heathen marcó el retorno a los trabajos de Bowie del productor musical Tony Visconti, quien previamente había coproducido varios álbumes del músico, el último de ellos Scary Monsters en 1980. Este fue el primer disco post-Tin Machine en el cual no trabajó con el guitarrista Reeves Gabrels.
Originalmente, Bowie había grabado el álbum Toy con el propósito de publicarlo en torno al año 2001, formado por nuevas canciones y regrabaciones de canciones poco conocidas de la década de 1960. Aunque Toy permaneció inédito hasta 2021, cuando se publicó de forma póstuma, algunas canciones de que de habían grabado en ese álbum como "Afraid" y "Slip Away"  fueron publicadas en Heathen. Las otras regrabaciones que quedaron inéditas, terminaron saliendo como lados B de los sencillos de Heathen. 
Las primeras sesiones de grabación para Heathen fueron con Bowie en guitarras y teclados, Visconti en bajo y Matt Chamberlain en batería. El trío grabó unas cuarenta canciones, desde breves bocetos hasta composiciones casi completas. Se realizaron sesiones de grabación adicionales en varios estudios, y se presentaron actuaciones de recién llegados y anteriores colaboradores de Bowie. Los habituales de Bowie: Carlos Alomar (guitarra) y Sterling Campbell (batería) regresaron, al igual que el guitarrista de The Who, Pete Townshend, quien tocó el solo en "Slow Burn" y anteriormente había tocado la guitarra en "Because You're Young" del álbum Scary Monsters (and Super Creeps). Los recién llegados incluyeron al líder de Foo Fighters y exbaterista de Nirvana, Dave Grohl, el tecladista de Dream Theater, Jordan Rudess, el pianista Kristeen Young y el prolífico bajista Tony Levin de King Crimson. La canción "I Took a Trip on a Gemini Spaceship" contiene la nota más baja que Bowie haya cantado alguna vez en un álbum (G1).

## Estilo y temática
Aunque gran parte de las canciones fueron escritas para el álbum Toy y otras son versiones, algunos biógrafos y críticos recalcaron que Heathen trata las impresiones de Bowie en torno a los ataques terroristas del 11-S. La letra de canciones como "Slow Burn", "Afraid", "A Better Future" y "Heathen" se centran en la degradación de la humanidad y del mundo en general, recordando su álbum Diamond Dogs y la canción "Five Years". Sobre la conexión entre Heathen y los ataques del 11 de septiembre, el autor Dave Thompson escribió:

"Aunque probablemente podamos acreditar nada más espiritual que el nivel de saturación de la televisión por su impacto visceral, el 11 de septiembre sigue siendo el evento más resonante de la historia más reciente para mucha gente, encendiendo tantos pensamientos, temores y conflictos dentro de las mentes de los que fueron testigos que, incluso hoy, gente que nunca estuvo en América puede todavía enlazar con esos 102 terribles minutos. En ese momento, y durante los meses de incertidumbre que siguieron, la necesidad de esa unión fue aún más pronunciada. Heathen suena como si entendiese cómo se sentía la gente. La gente automáticamente sintió la necesidad, entonces, de entender Heathen y, de todos los álbumes de Bowie de la década de 1990 y en adelante, sigue siendo el que más frecuentemente es señalado como su mejor momento, ya que es sin duda alguna el más directo. Incluso Tony Visconti se refiere a él como su magnum opus: "Le dije que eso era más que una sinfonía"".

Bowie negó que las canciones del álbum fueran escritas después de septiembre de 2001, aunque admite que las canciones tratan sobre el sentimiento general de ansiedad que sufría en América durante un buen número de años: "Es poco probable que no vayas a tener una sensación de angustia en cualquier cosa que se grabara en Nueva York". En una entrevista en 2003, el propio Bowie comentó: "Fue escrito como un álbum profundamente cuestionable. Por supuesto, tenía un pie a horcajadas sobre ese acontecimiento terrible en septiembre. Así que fue un buen álbum traumático para terminar. Este alude a eso, pero no intenta realmente resolver ningún trauma. El 11 de septiembre me afectó mucho a mí y a mi familia, vivimos allí muy cerca".
El álbum contiene también tres versiones de canciones de otros artistas: "Cactus", una canción del grupo Pixies, en la cual Bowie toca todos los instrumentos excepto el bajo y es su única actuación grabada tocando la batería; "I've Been Waiting for You", una canción del músico canadiense Neil Young, (que también había sido grabada por Pixies como un lado B para el sencillo "Velouria" de 1990); y "I Took a Trip on a Gemini Spaceship", de Norman Odam, más conocido como The Legendary Stardust Cowboy, de quien Bowie tomó parte de su apodo para su personaje Ziggy Stardust. Las últimas dos canciones fueron tomadas de una lista de canciones que Bowie compiló durante los años 70 para una secuela de su álbum Pin Ups que nunca se grabó.

## Videos musicales
Bowie, que tenía 55 años en el momento del lanzamiento del disco, dijo: "Soy bastante realista. Hay una cierta edad a la que llegas cuando ya no se te va a mostrar en la televisión. El joven debe matar al viejo... Así es como funciona la vida... Así es como funciona la cultura". Por esta razón, no se lanzaron videos musicales para ninguna de las canciones de este álbum. 
Sin embargo, un video musical de "Slow Burn" fue subido al canal oficial DavidBowieVEVO de YouTube el 23 de marzo de 2011. Este muestra a Bowie vestido de blanco interpretando las voces de la canción en el stand de un estudio de grabación, con una joven vagando por la oscura sala de control y de vez en cuando tocando el equipo y las consolas. El video es una versión editada de la canción y no se dan créditos de dirección ni de otro tipo.

## Actuaciones en vivo
Bowie llevó su álbum de gira para su Heathen Tour en la segunda mitad de 2002 y realizó varias actuaciones en vivo en televisión.

## Versiones alternativas
Un remix de la canción "Everyone Says 'Hi'" aparece en Amplitude, el juego de PlayStation 2.
En 2011, la banda británica Films of Colour lanzó una versión de "Slow Burn". 
La canción "Sunday" se tocó en vivo en los conciertos de Heathen Tour y A Reality Tour. Una versión en vivo grabada en The Point, Dublín en noviembre de 2003 fue incluida en el DVD A Reality Tour. Un remix de Moby está disponible en el disco adicional de la versión de 2-CD de Heathen, y se lanzó un remix de Tony Visconti en la versión europea del sencillo "Everyone Says 'Hi'" y en el sencillo "I've Been Waiting for You".
Heathen también ha sido lanzado en formato SACD en un número limitado de copias con versiones ligeramente más largas de cinco de las canciones; el lanzamiento es sólo un SACD, sin una capa interna de audio de CD.

## Lista de canciones
Todas las canciones escritas y compuestas por David Bowie excepto donde se anota.
| N.º | Título                                | Escritor(es)     | Duración |  |
| 1.  | «Sunday»                              |                  | 4:45     |  |
| 2.  | «Cactus»                              | Black Francis    | 2:54     |  |
| 3.  | «Slip Away»                           |                  | 6:05     |  |
| 4.  | «Slow Burn»                           |                  | 4:41     |  |
| 5.  | «Afraid»                              |                  | 3:28     |  |
| 6.  | «I've Been Waiting for You»           | Neil Young       | 3:00     |  |
| 7.  | «I Would Be Your Slave»               |                  | 5:14     |  |
| 8.  | «I Took a Trip on a Gemini Spaceship» | Norman Carl Odam | 4:04     |  |
| 9.  | «5:15 The Angels Have Gone»           |                  | 5:00     |  |
| 10. | «Everyone Says 'Hi'»                  |                  | 3:59     |  |
| 11. | «A Better Future»                     |                  | 4:11     |  |
| 12. | «Heathen (The Rays)»                  |                  | 4:16     |  |

## Personal
- David Bowie: voz, teclados, guitarra, saxofón, batería y coros.
- Tony Visconti: bajo, guitarra, arreglos de cuerda y coros.
- Matt Chamberlain: batería, loops de batería y percusión.
- David Torn: guitarra, loops de guitarra y omnichord.
- The Scorchio Quartet:

- Greg Kitzis: violín
- Meg Okura: violín
- Martha Mooke: viola
- Mary Wooten: chelo

- Carlos Alomar: guitarra
- Sterling Campbell: batería y percusión.
- Lisa Germano: violín
- Gerry Leonard: guitarra
- Tony Levin: bajo
- Mark Plati: guitarra y bajo.
- Jordan Rudess: teclados
- Kristeen Young: voz y piano.
- Pete Townshend: guitarra en "Slow Burn".
- Dave Grohl: guitarra en "I've Been Waiting for You".